# Trainguard MT CBTC
Trainguard MT CBTC er et communication-based train control (CBTC) fra Siemens, som tillader fuld automatisk drift af metro- og bybanetog. Systemet har mulighed for flydende blok og derved tillader med kort afstand og tid imellem hver tog.
Systemet er udviklet af Siemens Transportation Systems (indtil 2001 Matra Transport international) og blev første gang sat i førerløs drift på Metro linje D i Lyon i 1992 og for anden gang i 1998 på linje 14 i Paris Metro.

## Andre metrosystemer som bruger systemet
- BMT Canarsie Linien i New York City Subway
- Barcelona Metro line 9
- Line 4 i São Paulo Metro[3]

## Eksterne links
- Hjemmeside for produktet – www.swe.siemens.com